# Walther Nernst
Walter Hermann Nernst (ur. 25 czerwca 1864 w  Wąbrzeźnie d. Briesen; zm. 18 listopada 1941 w Zibelle) – fizyk i chemik niemiecki, laureat Nagrody Nobla z chemii w 1920 roku. W 1917 odznaczony został Pour le Mérite za Naukę i Sztukę.

## Życiorys
Syn Ottilie z d. Nerger i sędziego Gustava Nernsta. Uczęszczał do pruskiego Gimnazjum Królewskiego w Grudziądzu. Był profesorem uniwersytetów w Getyndze i Berlinie oraz dyrektorem Instytutu Fizyki w Berlinie. Zajmował się w pracy naukowej termodynamiką ciała stałego, elektrochemią i teorią roztworów.
W roku 1886 wraz z Albertem von Ettingshausenem (1850–1932) odkrył zjawisko termomagnetyczne, znane też jako zjawisko Nernsta lub zjawisko Nernsta-Ettingshausena. Skonstruował tzw. lampę Nernsta (1889), emitującą światło zbliżone do dziennego i stanowiące pośrednie ogniwo między żarówką z żarnikiem węglowym a żarówką z żarnikiem metalowym. W 1906 sformułował tzw. trzecią zasadę termodynamiki (nazywaną też zasadą Nernsta), określającą charakter zmian wielkości termodynamicznych w temperaturach bliskich zera bezwzględnego. Podał też prawo podziału, określane często współcześnie jako prawo podziału Nernsta. Efektem jego prac nad elektrochemią są równania znane jako równanie Nernsta i równanie Nernsta-Einsteina.
Za udział w pracach nad syntezą gazów bojowych podczas I wojny światowej był oskarżany przez aliantów o zbrodnie wojenne. Wydaniu go alianckim sądom zapobiegło wręczenie mu Nagrody Nobla.
Autor m.in.:
- Experimental and Theoretical Applications of Thermodynamics to Chemistry (1913)
- Die Theoretischen und experimentallen Grundlagen des neuen Waermesatzes (1918)

W 1892 roku poślubił Emme Lohmeyer. Mieli dwóch synów, poległych podczas I wojny światowej i trzy córki. Dwie spośród nich poślubiły Niemców pochodzenia żydowskiego, czemu Nernst się nie sprzeciwiał, a nawet pomógł im opuścić Niemcy po dojściu do władzy NSDAP. Z tego powodu odsunięto go od eksponowanych stanowisk. Osiadł w zakupionym przez siebie majątku w Niwicy, gdzie spędził resztę życia, pod czujną „opieką” Gestapo. Formalnie był wolny i mógł się poruszać po terenie III Rzeszy, ale jego korespondencja i kontakty były kontrolowane. Miał też zakaz wyjazdów za granicę.
W roku 1991 mieszkańcy Wąbrzeźna ufundowali pamiątkową tablicę poświęconą pamięci noblisty. Tablica znajduje się na murze domu, w którym urodził się Nernst.
W 1992 roku jego imię otrzymała jedna z planetoid (24748) Nernst.